# Polyommatus ripartii
Polyommatus ripartii là một loài bướm ngày thuộc họ Lycaenidae.
Loài này được tìm thấy ở Nam Âu, Hy Lạp và Balkan, Tiểu Á và Krym, tây nam Siberia, dãy núi Altay và Kazakstan.

## Hình ảnh

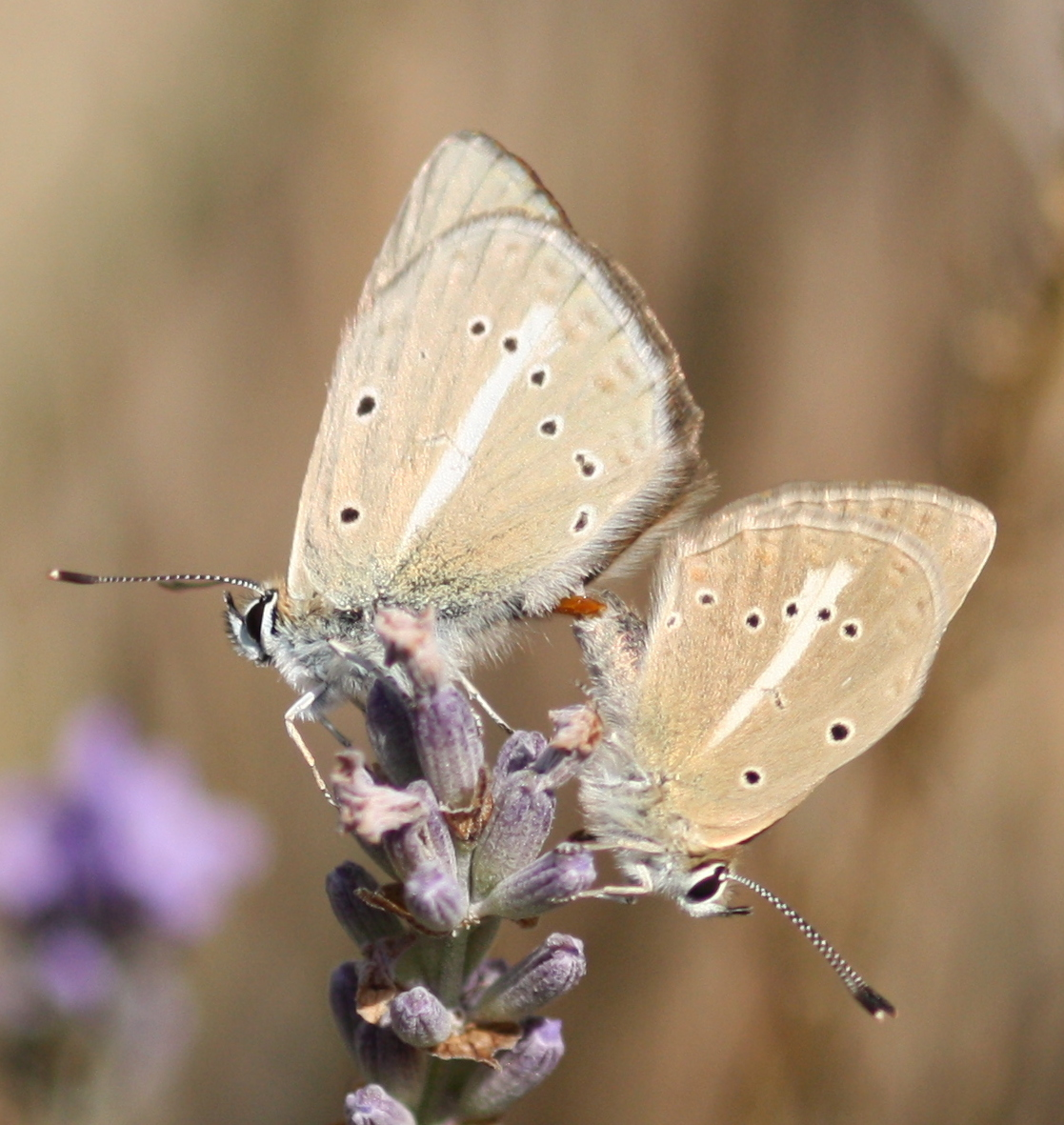
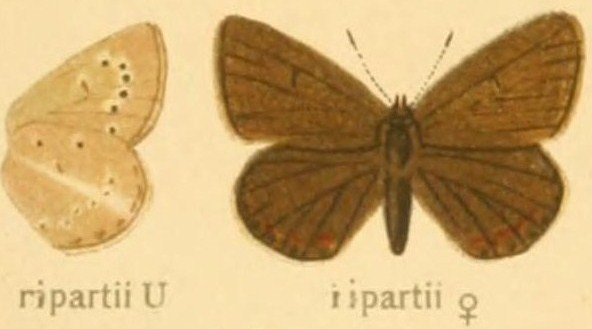